# Richard von Hößlin

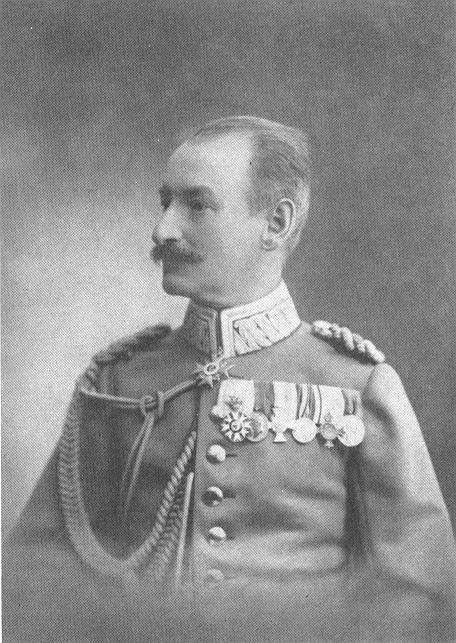
Richard Philipp Balthasar von Hößlin

Richard Philipp Balthasar von Hößlin (* 1. Februar 1853 in Augsburg; † 23. Januar 1930 ebenda) war ein bayerischer Generalleutnant und Kämmerer.

## Leben

### Familie
Richard entstammte dem Adelsgeschlecht von Hößlin. Er war der Sohn des bayerischen Oberst Moritz von Hößlin (1808–1881) und dessen Ehefrau Frederike, geborene von Süßkind-Schwendi (1830–1882).
Am 12. Mai 1881 heiratete er in Schwendi Agnes von Süßkind-Schwendi (1861–1937). Aus der Ehe gingen die Kinder Hubert und Tochter Frieda hervor, die mit Karl Markus von Welser verheiratet war. Roland von Hößlin, ermordeter Widerstandskämpfer vom 20. Juli 1944 und Major der Wehrmacht, war ein Enkel Hößlins.

### Militärkarriere
Hößlin absolvierte ein Humanistisches Gymnasium und war anschließend Page der Pagerie. 1871 trat er als Offiziersaspirant in das 4. Chevaulegers-Regiment „König“ der Bayerischen Armee ein. Von 1877 bis 1880 absolvierte Hößlin die Kriegsakademie, die ihm die Qualifikation für den Generalstab, die Höhere Adjutantur und das Lehrfach (Taktik, Militär-Geographie) aussprach. 1885 war er Adjutant der Inspektion der Kavallerie, kam im Jahr darauf zur Zentralstelle des Generalstabs und wurde 1888 als Rittmeister Eskadronchef in seinem Stammregiment.
1893 Major im Generalstab, 1895 zur Zentralstelle des Generalstabs, 1897 Oberstleutnant im Generalstab, 1898 Chef des Generalstabs I. Armee-Korps, 1899 Kommandeur des 4. Chevaulegers-Regiment „König“, 1900 Oberst, 1902 Kommandeur der 3. Kavallerie-Brigade, 1903 Generalmajor, 1905 mit dem Charakter als Generalleutnant zur Disposition gestellt.
Nach seiner Verabschiedung war Hößlin Kreisvertrauensmann für die militärische Jugenderziehung im Regierungsbezirk Schwaben.

## Auszeichnungen
- Komturkreuz des Militärverdienstordens
- Ritter des Verdienstordens der Bayerischen Krone

## Veröffentlichungen
- Zwei Jahre militärischer Jugenderziehung. Verleger Seyfried. München 1916.
- Der Übergang der Armeeabteilung Gurko über den Balkan im Winter 1877/78. (Übersetzung aus dem Russischen)
- Der Große Krieg. Band 1–5. Verlag Carl Schnell. München.